# Sagàs
Sagàs è un comune catalano situato nella comunità autonoma della Catalogna.